# Julius Falkenstein
Julius August Ferdinand Falkenstein (Berlín, 1 de juliol de 1842 - Berlín, 1 de juliol de 1917) va ser un metge i explorador alemany.